# 酒井直次
酒井 直次（さかい なおつぐ）は、出羽左沢藩主。酒井家次の次男。
酒井忠次の孫に当たる。元和6年（1620年）6月19日に叙任する。元和8年（1622年）9月、兄・忠勝が出羽庄内藩主となったため、1万2,000石を分与されて庄内藩の支藩である左沢藩を立藩した。
ほどなく漆川（月布川）と小漆川にはさまれた河岸段丘に、小漆川城を築き利便性の悪かった左沢楯山城より移った。
寛永7年（1630年）3月10日（もしくは1631年）に死去した。子は養女しかいなかったため、左沢藩は一代限りで改易となり、小漆川城も破却された。左沢藩は幕府に収公され、庄内藩の預地となった。